# Prémio Cecil B. DeMille
O Prémio Cecil B. DeMille é uma distinção honorária dada anualmente pela Associação de Imprensa Estrangeira de Hollywood na cerimónia anual dos Prémios Globo de Ouro. É atribuído individualmente a quem contribuiu de forma significativa ao longo da sua carreira no mundo do entretenimento. A escolha é feita sobre uma variedade de atores, realizadores, argumentistas e produtores que tenham realizado um trabalho de excepção na indústria cinematográfica.
Foi nomeado em homenagem a Cecil B. DeMille (1881-1959), um dos realizadores mais bem-sucedidos da indústria cinematográfica norte-americana.
Premiados:
| - 1952: Cecil B. DeMille - 1953: Walt Disney - 1954: Darryl F. Zanuck - 1955: Jean Hersholt - 1956: Jack L. Warner - 1957: Mervyn LeRoy - 1958: Buddy Adler - 1959: Maurice Chevalier - 1960: Bing Crosby - 1961: Fred Astaire - 1962: Judy Garland - 1963: Bob Hope - 1964: Joseph E. Levine - 1965: James Stewart - 1966: John Wayne - 1967: Charlton Heston - 1968: Kirk Douglas - 1969: Gregory Peck - 1970: Joan Crawford | - 1971: Frank Sinatra - 1972: Alfred Hitchcock - 1973: Samuel Goldwyn - 1974: Bette Davis - 1975: Hal B. Wallis - 1976: sem premiação - 1977: Walter Mirisch - 1978: Red Skelton - 1979: Lucille Ball - 1980: Henry Fonda - 1981: Gene Kelly - 1982: Sidney Poitier - 1983: Laurence Olivier - 1984: Paul Newman - 1985: Elizabeth Taylor - 1986: Barbara Stanwyck - 1987: Anthony Quinn - 1988: Clint Eastwood - 1989: Doris Day | - 1990: Audrey Hepburn - 1991: Jack Lemmon - 1992: Robert Mitchum - 1993: Lauren Bacall - 1994: Robert Redford - 1995: Sophia Loren - 1996: Sean Connery - 1997: Dustin Hoffman - 1998: Shirley MacLaine - 1999: Jack Nicholson - 2000: Barbra Streisand - 2001: Al Pacino - 2002: Harrison Ford - 2003: Gene Hackman - 2004: Michael Douglas - 2005: Robin Williams - 2006: Anthony Hopkins - 2007: Warren Beatty - 2008: sem premiação* | - 2009: Steven Spielberg* - 2010: Martin Scorsese - 2011: Robert de Niro - 2012: Morgan Freeman - 2013: Jodie Foster - 2014: Woody Allen** - 2015: George Clooney - 2016: Denzel Washington - 2017: Meryl Streep - 2018: Oprah Winfrey - 2019: Jeff Bridges - 2020: Tom Hanks - 2021: Jane Fonda - 2022: não atribuído - 2023: Eddie Murphy - 2024: não atribuído - 2025: Viola Davis |

*Devido à greve dos roteiristas de 2007, a HPFA adiou a entrega do prémio para 2009.
** Recebido pela atriz Diane Keaton em nome de Woody Allen devido à aversão do diretor, roterista e ator a premiações.